# Rogersville (Tennessee)
Rogersville é uma cidade  localizada no estado norte-americano de Tennessee, no Condado de Hawkins.

## Demografia
Segundo o censo norte-americano de 2000, a sua população era de 4240 habitantes.
Em 2006, foi estimada uma população de 4317, um aumento de 77 (1.8%).

## Geografia
De acordo com o United States Census Bureau tem uma área de 8,6 km², dos quais 8,6 km² cobertos por terra e 0,0 km² cobertos por água.

## Localidades na vizinhança
O diagrama seguinte representa as localidades num raio de 24 km ao redor de Rogersville.